# Neuilly (Nièvre)
Neuilly és un municipi francès al departament de la Nièvre (regió de Borgonya - Franc Comtat). L'any 2007 tenia 137 habitants. Està integrada en la Communauté de communes du Val du Beuvron.

## Demografia

### Població
El 2007 la població de fet de Neuilly era de 137 persones. Hi havia 68 famílies, de les quals 32 eren unipersonals (8 homes vivint sols i 24 dones vivint soles), 12 parelles sense fills, 16 parelles amb fills i 8 famílies monoparentals amb fills.
La població ha evolucionat segons el següent gràfic:

### Habitatges
El 2007 hi havia 137 habitatges, 72 eren l'habitatge principal de la família, 59 eren segones residències i 6 estaven desocupats. 134 eren cases i 3 eren apartaments. Dels 72 habitatges principals, 55 estaven ocupats pels seus propietaris, 12 estaven llogats i ocupats pels llogaters i 5 estaven cedits a títol gratuït; 1 tenia una cambra, 14 en tenien dues, 18 en tenien tres, 15 en tenien quatre i 23 en tenien cinc o més. 43 habitatges disposaven pel capbaix d'una plaça de pàrquing. A 40 habitatges hi havia un automòbil i a 27 n'hi havia dos o més.

### Piràmide de població
La piràmide de població per edats i sexe el 2009 era:
| Homes | Edats   | Dones |
| ----- | ------- | ----- |
| 4     | 95 o +  | 0     |
| 4     | 90 a 94 | 4     |
| 4     | 85 a 89 | 0     |
| 4     | 80 a 84 | 4     |
| 4     | 75 a 79 | 16    |
| 0     | 70 a 74 | 12    |
| 0     | 65 a 69 | 0     |
| 8     | 60 a 64 | 4     |
| 0     | 55 a 59 | 4     |
| 0     | 50 a 54 | 0     |
| 0     | 45 a 49 | 0     |
| 0     | 40 a 44 | 0     |
| 12    | 35 a 39 | 4     |
| 4     | 30 a 34 | 0     |
| 0     | 25 a 29 | 4     |
| 0     | 20 a 24 | 0     |
| 0     | 15 a 19 | 0     |
| 0     | 10 a 14 | 0     |
| 8     | 5 a 9   | 0     |
| 8     | 0 a 4   | 4     |

## Economia
El 2007 la població en edat de treballar era de 86 persones, 59 eren actives i 27 eren inactives. De les 59 persones actives 54 estaven ocupades (31 homes i 23 dones) i 5 estaven aturades (1 home i 4 dones). De les 27 persones inactives 13 estaven jubilades, 7 estaven estudiant i 7 estaven classificades com a «altres inactius».

### Ingressos
El 2009 a Neuilly hi havia 68 unitats fiscals que integraven 131,5 persones, la mediana anual d'ingressos fiscals per persona era de 14.009 €.

### Activitats econòmiques
Dels 7 establiments que hi havia el 2007, 2 eren d'empreses de construcció, 1 d'una empresa de comerç i reparació d'automòbils, 1 d'una empresa de transport, 1 d'una empresa d'hostatgeria i restauració, 1 d'una empresa immobiliària i 1 d'una empresa de serveis.
L'únic servei als particulars que hi havia el 2009 era una lampisteria.
L'únic establiment comercial que hi havia el 2009 era una adrogueria.
L'any 2000 a Neuilly hi havia 11 explotacions agrícoles que ocupaven un total de 1.008 hectàrees.

## Poblacions properes
El següent diagrama mostra les poblacions més properes.